# Diphasiastrum

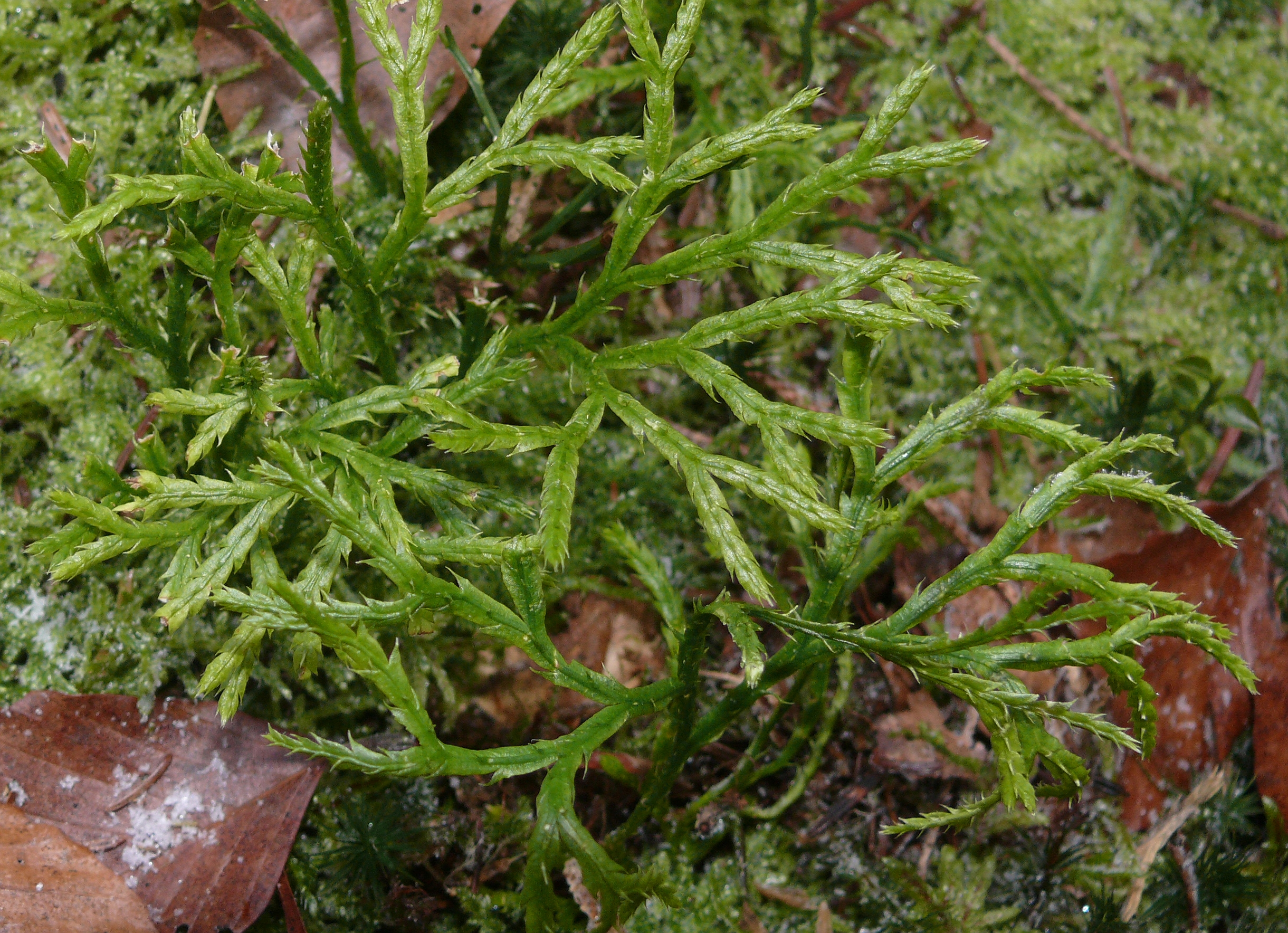
Diphasiastrum complanatum

Diphasiastrum é um género da família das Lycopodiaceae. Está relacionado de muito perto com o género Lycopodium pelo que muitos botânicos consideram as espécies que o integram como parte daquele género.

## Etimologia
O nome provwm do grego diphasium- que quer dizer "duas classes", uma referência aos 2 tipos de microfilos, a que foi adicionada a terminação latina -astrum, sufixo que indica "similar a".
Este género tem uma distribuição subcosmopolitano Hemisfério Norte. No Hemisfério Sul, aparece nas montanhas da América do Sul (chegando até à Província de Jujuy, na Argentina), Nova Guiné no Oceano Pacífico, mas sempre limitado a climas com humidade alta durante todo o ano e a climas frescos, protegido por cobertura de neve persistente no  inverno.
Conhecem-se 16 espécies pertencentes a este género e numerosos híbridos naturais. Muitos dos híbridos são férteis, permitindo a sua supervivência até se converterem em mais frequentes, por vezes, que outras espécies naturais.

## Espécies
- Diphasiastrum alpinum (circumpolar, subárctico e alpino).
- Diphasiastrum angustiramosum (Nova Guiné).
- Diphasiastrum complanatum (circumpolar, climas temperado-frios).
- Diphasiastrum digitatum  (leste do Canadá, nordeste dos Estados Unidos).
- Diphasiastrum fawcettii (Jamaica, Hispaniola).
- Diphasiastrum henryanum (Ilhas Marquesas).
- Diphasiastrum madeirense (Madeira, Açores).
- Diphasiastrum montellii (Rússia; sin. D. complanatum subsp. montellii).
- Diphasiastrum multispicatum (Taiwan, Filipinas).
- Diphasiastrum nikoense (Japão; sin. D. sitchense var. nikoense).
- Diphasiastrum platyrhizoma (Bornéu, Samatra).
- Diphasiastrum sitchense (norte da América do Norte).
- Diphasiastrum thyoides (Caraíbas, América Central e América do Sul).
- Diphasiastrum tristachyum (circunpolar, climas frios; sinónimo de D. complanatum subsp. chamaecyparissus).
- Diphasiastrum veitchii (leste dos Himalaias para oriente até Taiwan).
- Diphasiastrum wightianum (sudeste da Ásia, Nova Guiné).

## Híbridos
- Diphasiastrum × habereri (D . digitatum × D. tristachyum)
- Diphasiastrum × issleri (D. alpinum × D. complanatum)
- Diphasiastrum × sabinifolium (D . sitchense × D. tristachyum)
- Diphasiastrum × zeilleri (D . complanatum × D. tristachyum)